# Allô, je craque
Pour les articles homonymes, voir Téléphone (homonymie).
Pour plus de détails, voir Fiche technique et Distribution.
Allô, je craque (ou Le Téléphone au Québec ; titre original : The Telephone) est un film américain réalisé par Rip Torn, sorti le 22 janvier 1988 aux États-Unis. En France, il est sorti directement en vidéo.

## Synopsis
Vashti Blue, une comédienne exubérante au chômage refuse de déprimer. Elle passe son temps au téléphone à donner des appels plus irrationnels et excentriques les uns que les autres.

## Fiche technique
- Titre français : Allô, je craque
- Titre original : The Telephone
- Titre québécois : Le Téléphone
- Réalisation : Rip Torn
- Scénario :  Harry Nilsson, Terry Southern
- Photographie :  David Claessen
- Montage :  Sandra Adair
- Musique : Christopher Young
- Direction artistique :  Jim Pohl
- Décors :  Jim Pohl
- Producteur :  Robert Katz, Moctesuma Esparza
- Producteur associé : Joel Glickman
- Producteur exécutif : Steve Besser
- Société de production :  Esparza / Katz Productions, Hawkeye Productions
- Société de distribution :  New World Pictures
- Budget :  2 200 000 US $ (estimé)
- Pays d'origine :   États-Unis
- Langue :  Anglais
- Tournage : du 13 janvier 1987 au 27 janvier 1987
- Format : Couleur — 35 mm — 1,85:1 — Son : Stereo
- Genre : Comédie dramatique
- Durée : 96 minutes
- Date de sortie :
  - États-Unis : 22 janvier 1988

## Distribution
- Whoopi Goldberg (VF : Maïk Darah) : Vashti Blue
- Severn Darden : Max
- Elliott Gould (VF : Jacques Balutin) : Rodney
- John Heard : l'homme au téléphone
- Ronald J. Stallings : le saxophoniste